# Maria Lohela
Maria Lohela (Nivala, 11 giugno 1978) è una politica finlandese, la più giovane a ricoprire il ruolo di presidente del parlamento finlandese.
È stata membro del Parlamento della Finlandia dal 2011. Dopo aver mantenuto il suo seggio nelle elezioni del 2015, Lohela è stata presidente del Parlamento finlandese tra 2015 e il 2018. A 36 anni quando viene eletta presidente, è una delle parlamentari più giovani a ricoprire tale carica nella storia del parlamento. Prima della sua carriera parlamentare, ha conseguito la laurea all'Università di Turku in lingua inglese. Ha anche lavorato come membro del consiglio di Turku tra il 2009 e il 2012.
Lohela è stata una sostenitrice di una politica di immigrazione più restrittiva per la Finlandia. Insieme ad altri eminenti politici del Partito finlandese Lohela è stata una delle autrici del cosiddetto "Nuiva Manifesti" ("Il manifesto aspro"), un programma per la campagna elettorale critico rispetto all'attuale politica finlandese in materia di immigrazione.
Il 13 giugno 2017 Lohela e altri 19 hanno lasciato il gruppo parlamentare del Partito finlandese per fondare il gruppo Nuova alternativa (in seguito Riforma blu), che successivamente ha preso il posto del partito finlandese nel Governo Sipilä. La scissione ha scatenato il dibattito sul seggio da presidente del parlamento, tradizionalmente riservato al secondo più grande partito parlamentare. Dopo i negoziati le parti hanno concluso che Lohela avrebbe lasciato il suo posto al Partito di Coalizione Nazionale nel febbraio 2018. Il 5 febbraio 2018 Paula Risikko è stato eletta come presidente mentre Lohela è tornata al suo ruolo di parlamentare.
Il 21 gennaio 2019 Lohela ha annunciato che avrebbe lasciato il partito Riforma blu per unirsi al movimento Liike Nyt.